# ロバート・ワドロー
ロバート・パーシング・ワドロー（英: Robert Pershing Wadlow、1918年2月22日 - 1940年7月15日）は、「疑う余地のない医学的な記録がある中で、最も身長の高い人間」としてギネス世界記録に認定されている男性。死亡時の身長は272cmという前例のないものであり、体重は約200kgであった。ワドローは成人後も死ぬまで身長が伸び続けこのような高身長になったのだが、それは脳下垂体腫瘍のためであった。

## 生い立ち

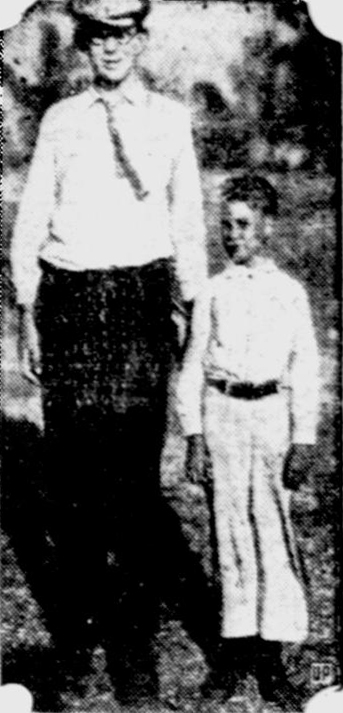
10歳の時、1928年のワドロー（左）。右の少年は同い年の友人で、同年代の男子としては平均的な身長である。

ワドローはアメリカ合衆国イリノイ州マディソン郡オールトンで5人兄弟姉妹の一番上として生まれた。出生時の体重は3.80kg、身長は正常であった。2歳までは平均身長であり身長の伸びに異常はなかったが、2歳の時にヘルニアの手術をしてから急速に成長していくようになった。8歳の時には既に188cmになっており、10歳で198cm、100kgに達していた。13歳で224cmに達し、「イリノイ州一身長の高いボーイスカウト」になった。平均すると、出生以来年に10cm身長が伸びたことになる。靴のサイズはアメリカサイズで25、日本のサイズで43cmだった。
16歳で、240cm、166kgとなり、17歳で248cm、180kg、18歳で 254cm、177kg、靴は37AA （約49cm）が必要だったが、全国を廻ってメーカーを宣伝する代わりに無料であつらえてもらえた。1936年、Alton High School を卒業したワドローは法律を勉強しようと en:Shurtleff College に入学した。1937年、人類の身長の記録を書きかえた。19歳で260cm、197kgとなった。21回目の誕生日、最大の体重を記録した(233kg)。

## 晩年
このような体格はワドローにとって負担となっていった。歩行のためには副木が必要であり、脚部や足部の感覚が弱くなっていた。また、インフルエンザにも悩まされ幾度か入院している。身長が急激に伸びながら体重が逆に低下する時期があるのはそのためである。21歳では、265cmの身長になった。死亡の18日前、1940年6月27日、272cmの身であると記録された。測定したのはセントルイスのワシントン大学の医師 C. M. Charles 及び Cyril MacBryde であった。死の床にあっても身長の伸びは止まっておらず、納棺前に測定した際には274cmを記録した(記録に裏付けはありギネスブックにも一応記載はあるが死後の測定という理由で非公式記録扱い)。このため「あと1年生きていれば人間の身長の限界といわれる9ft(274.32cm)を突破できた」と言われている。
生前のワドローはアメリカ合衆国の有名人の一人であった。1936年のリングリング・ブラザーズ・サーカスの巡業、1938年の INTERCO のプロモーションで知られたのである。ワドローはさまざまな巡業を受け入れ人前に出た。
1940年7月4日、National Forest Festival にプロとして出演している間に入院した。副木の具合が悪くなり膝をこすったため、そこから炎症がおき、酷い感染を引き起こしたのである。輸血と緊急手術が行われたが奏効せず、1940年7月15日、敗血症により意識不明のまま永眠した。22歳没。
19日に行われた葬儀には4万の弔問客が訪れた。棺は500kgにもなり12人がかりで運ぶ必要があるほどで、納骨室は頑丈なコンクリート製だった。ワドローの家族は、遺体が荒らされることのないよう長きにわたって注意を払ってきたと言われている。
性格は非常に温厚で誰からも愛された人物と知られており、彼の飛び抜けた長身ぶりを疑った野次馬に足を何度も小突かれた時以外人前で怒ったことがなかったという。

## 今日

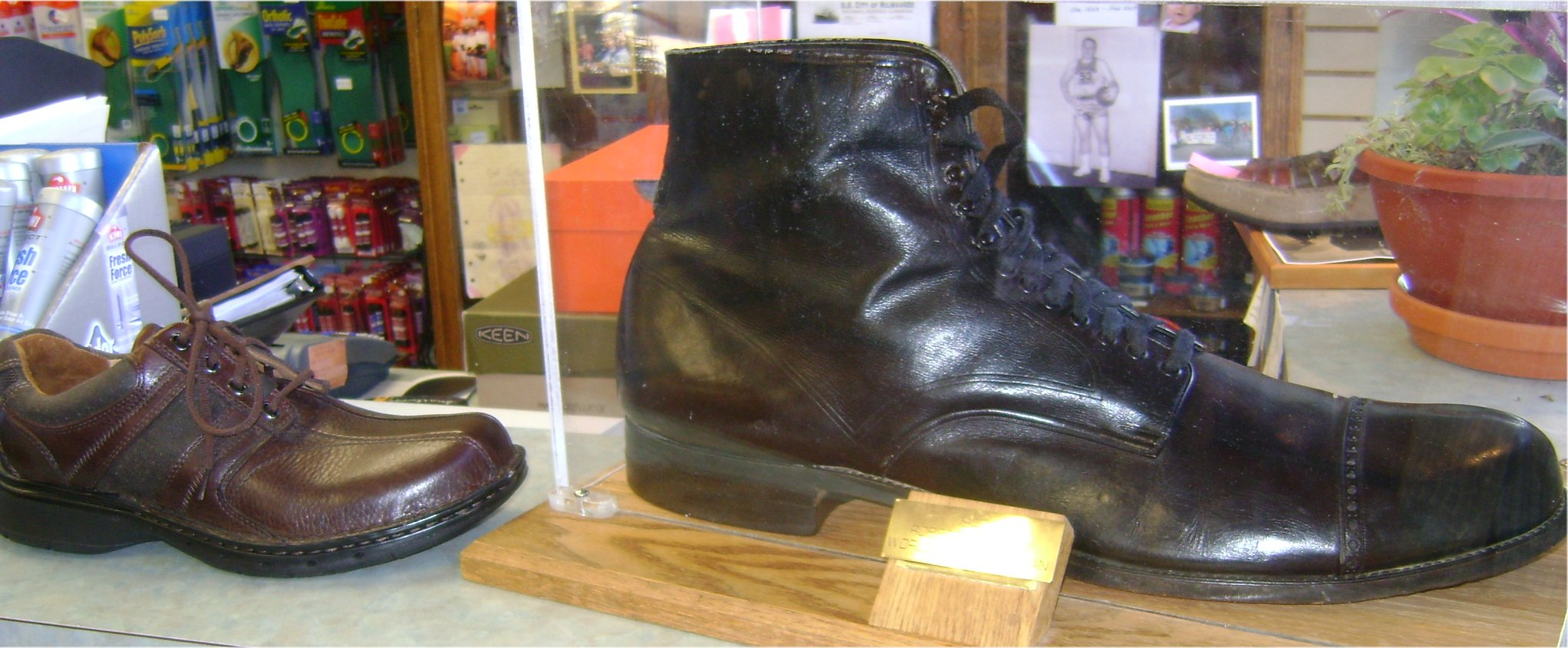
ワドローの靴（右）とヨーロッパで製造された一般的な大きさの靴（左）。

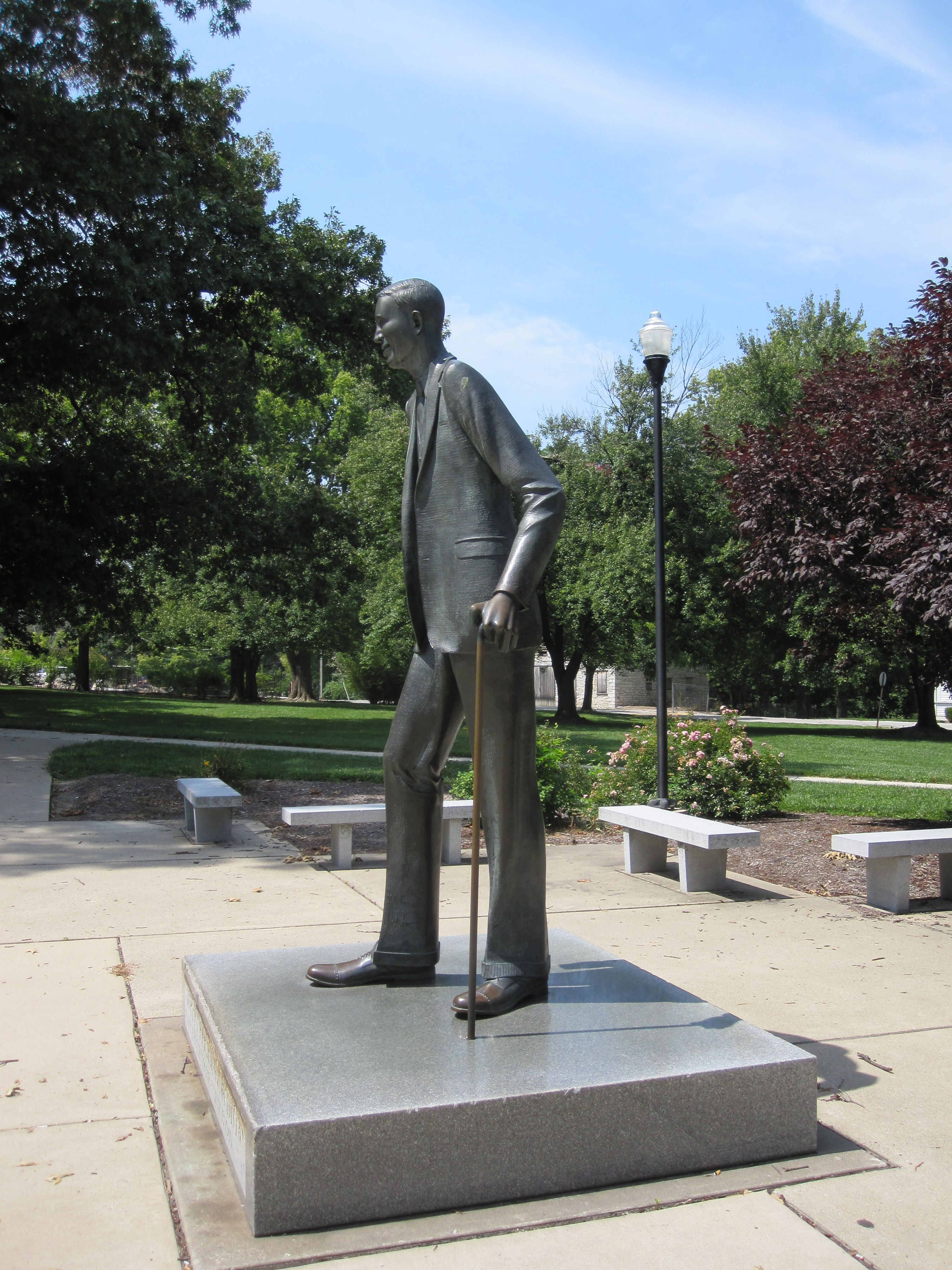
南イリノイ大学エドワーズビル校の歯学部に建立された等身大のブロンズ像。

1985年、等身大のブロンズ像が南イリノイ大学エドワーズビル校の歯学部に建立された。この像は今日も「優しい巨人」として慕われている。
ワドローが罹患していたのは巨人症である。通常下肢にのみ影響し、体幹部や頭部はほぼ通常の大きさのままである。
ワドローは脳下垂体腫瘍のため成長ホルモンが過剰分泌され、末端肥大症的な巨人症になった。通常この疾患の死因は血液循環量の過大に伴う心疾患である。